# Publius Claudius Pulcher (Konsul 249 v. Chr.)
Publius Claudius Pulcher war ein römischer Politiker und Feldherr aus der Familie der Claudier. Er war vermutlich der Sohn des Politikers Appius Claudius Caudex (es wird auch, chronologisch fragwürdig, Appius Claudius Caecus als sein Vater genannt) und der erste Claudier, dem das Cognomen Pulcher („hübsch“) gegeben wurde.
Er war im Jahr 253 v. Chr. kurulischer Ädil und im Jahr 249 v. Chr. – zusammen mit Lucius Iunius Pullus – Konsul. Als Konsul hatte er das Kommando über die römische Flotte im Ersten Punischen Krieg. Er verlor die Schlacht von Drepana gegen die Karthager, angeblich, weil er ein schlechtes Omen ignorierte, als die heiligen Hühner sich weigerten zu fressen. Nach Sueton und Cicero warf Claudius sie ins Wasser, ut biberent, quando esse nollent („damit sie trinken, wenn sie nicht essen wollen“). Er wurde nach Rom zurückgerufen und angewiesen, einen Diktator zu ernennen. Die Nominierung seines Untergebenen Marcus Claudius Glicia scheiterte am Widerstand des Senats und wurde revidiert. Er wurde von dem Volkstribun Gaius Fundanius Fundulus in einem Perduellionsverfahren angeklagt und zu einer Geldstrafe verurteilt. Er starb kurze Zeit später, möglicherweise durch Selbstmord.
Die legendäre Claudia Quinta war möglicherweise seine Tochter.